# Fracció unitària
Una fracció unitària és un nombre racional escrit sota la forma d'una fracció en què el numerador és 1 i el denominador és un nombre enter positiu. Qualsevol fracció unitària és, per tant, l'invers d'un enter positiu, 1/n, com ara 1/1, 1/2, 1/3, 1/42, etc.

## Aritmètica elemental
Multiplicar dues fraccions unitàries qualssevol dona per resultat una altra fracció unitària:
{\displaystyle {\frac {1}{x}}\times {\frac {1}{y}}={\frac {1}{xy}}}
Per contra, addicionar, subtraure o dividir dues fraccions unitàries produeix un resultat que no és pas una fracció unitària, generalment:
{\displaystyle {\frac {1}{x}}+{\frac {1}{y}}={\frac {x+y}{xy}}}
- - 1/2 + 1/5 = 7/10
  - 1/3 + 1/6 = 1/2

{\displaystyle {\frac {1}{x}}-{\frac {1}{y}}={\frac {y-x}{xy}}}
- - 1/2 - 1/5 = 3/10
  - 1/3 - 1/6 = 1/6

{\displaystyle {\frac {1}{x}}\div {\frac {1}{y}}={\frac {y}{x}}}

## Aritmètica modular
Les fraccions unitàries juguen un rol important dins l'aritmètica modular, per tal com poden servir per reduir la divisió modular al càlcul del divisor comú més gran. Més precisament, suposem que volem executar divisions per un valor x, modulo y. Per efectuar la divisió per x, ben definida modulo y, x i y han d'ésser nombres primers entre ells. Aleshores, en fer servir l'algorisme d'Euclides estès per als divisors en comú més grans podem trobar a i b tals que 
{\displaystyle \displaystyle ax+by=1,}
a partir de què es dedueix que
{\displaystyle \displaystyle ax\equiv 1{\pmod {y}},}
o, equivalentment
{\displaystyle a\equiv {\frac {1}{x}}{\pmod {y}}\,}.
Així, en lloc de dividir per x mod y s'hi ha multiplicat per a.

## Sumes finites de fraccions unitàries
Qualsevol nombre racional positiu pot ésser escrit com la suma de fraccions unitàries distinctes. Per exemple:
{\displaystyle {\frac {4}{5}}={\frac {1}{2}}+{\frac {1}{4}}+{\frac {1}{20}}={\frac {1}{3}}+{\frac {1}{5}}+{\frac {1}{6}}+{\frac {1}{10}}.}
La matemàtica de l'Egipte antic feia servir les sumes de fraccions unitàries distinctes dins sa notació per als nombres racionals més generals, així és que tals sumes són anomenades sovint fraccions egipcianes. Als nostres dies, hi ha un interès en l'anàlisi dels mètodes usats en l'antiguitat per triar d'entre les representacions possibles d'un nombre fraccionari, i per calcular amb aquestes representacions. El subjecte de les fraccions egipcianes és estudiat dins la teoria dels nombres moderna; per exemple, la conjectura d'Erdős–Graham i la conjectura d'Erdős–Straus concerneixenn les sumes de fraccions unitàries, ben igual que la definició dels nombres harmònics d'Ore.
Dins la teoria dels grups geomètrics, els grups de triangles són enclassats en els casos euclidià, esfèric i hiperbòlic segons que llurs sumes associades de fraccions unitàries són iguals a u, més grans que u, o més petites que u, respectivament.

## Sèries de fraccions unitàries
Un bon nombre de sèries infinites ben conegudes tenen termes que són fraccions unitàries. Elles inclouen:
- La sèrie harmònica, la suma de totes les fraccions unitàries positives. Aquesta suma divergeix, i sa suma parcial

{\displaystyle {\frac {1}{1}}+{\frac {1}{2}}+{\frac {1}{3}}+\cdots +{\frac {1}{n}}}
tendeix vers
{\displaystyle log_{e}(n)+\gamma \,} on {\displaystyle \gamma \,} representa la constant d'Euler-Mascheroni alhora que n augmenta.
- El problema de Basel concerneix la suma dels quadrats de fraccions unitàries, les quals convergeixen vers {\displaystyle {\frac {\pi ^{2}}{6}}\,}

- La constant d'Apéry és la suma de fraccions unitàries al cub.

- La sèrie geomètrica binària, qui suma 2, és un altre exemple de sèrie composta de fraccions unitàries.

## Matrius de fraccions unitàries
La matriu de Hilbert és la matriu amb els elements
{\displaystyle B_{i,j}={\frac {1}{i+j-1}}\,}.
Posseeix la propietat inhabitual de tenir tots els elements dins sa matriu inversa sota la forma de nombres enters. De manera semblant, Richardson ha definit una matriu amb els elements
{\displaystyle C_{i,j}={\frac {1}{F_{i+j-1}}},}
on {\displaystyle F_{i}\,} designa el nombre de Fibonacci i-èsim. Aquesta matriu s'anomena matriu Filbert, i té la mateixa propietat de tenir una matriu inversa composta de nombres enters.

## Fraccions unitàries en probabilitats i estadístiques
Dins una distribució uniforme sobre un espai discret, totes les probabilitats són fraccions unitàries idèntiques. Per raó del principi d'indiferència, les probabilitats d'aquesta forma apareixen freqüentment dins els càlculs estadístics. De més, la llei de Zipf estableix que, per a molts de fenòmens observats que impliquen la tria d'articles a partir d'un conjunt ordenat, la probabilitat que l'article n-èsim sigui seleccionat és proporcional a la fracció unitària 1/n.

## Fraccions unitàries en la física
Els nivells d'energia del model de Bohr de les òrbites dels elèctrons dins un àtom d'hidrogen són proporcionals al quadrat de fraccions unitàries i, per tant, els nivells d'energia dels fotons que poden ésser emesos o absorbits per un àtom d'hidrogen segons aquest model són, anàlogament, proporcionals a la diferència de dues d'aquestes fraccions. Hom cregué, durant un cert temps, que el nombre d'Eddington, la constant de l'estructura fina, era exactament una fracció unitària, 1/137, però se sap actualment que això és fals.